# 双鳧鋪鎮
双鳧鋪鎮（そうふほちん）は中華人民共和国湖南省長沙市寧郷市の鎮。

## 行政区画
- 双鳧鋪社区
- 月華村
- 合軒村
- 双燕村
- 双鳧村
- 余新村
- 麦田村
- 河江村
- 双桂村
- 粟渓村
- 回竜山村
- 泉井村

## 経済

### 名物・特産品
- スーパーイネ種植基地：超級稲[2]
- 青竜寨土花豚養殖文化園

## 地理
双鳧鋪鎮は寧郷市の中部に位置し、北は喩家坳郷と、北東は大成橋鎮と、東は資福鎮と、北西は横市鎮と、西は老糧倉鎮と、南は灰湯鎮とそれぞれ接している。
- 河川：潙水河

## 教育
- 小学校：白水小学
- 高級中学：寧郷五中

## 医療
- 寧郷市第三人民病院

## 交通

### 道路
- 省道：省道S209線、1810省道
- 県道：双煤線、双偕線、寧横高等級道路

## 観光

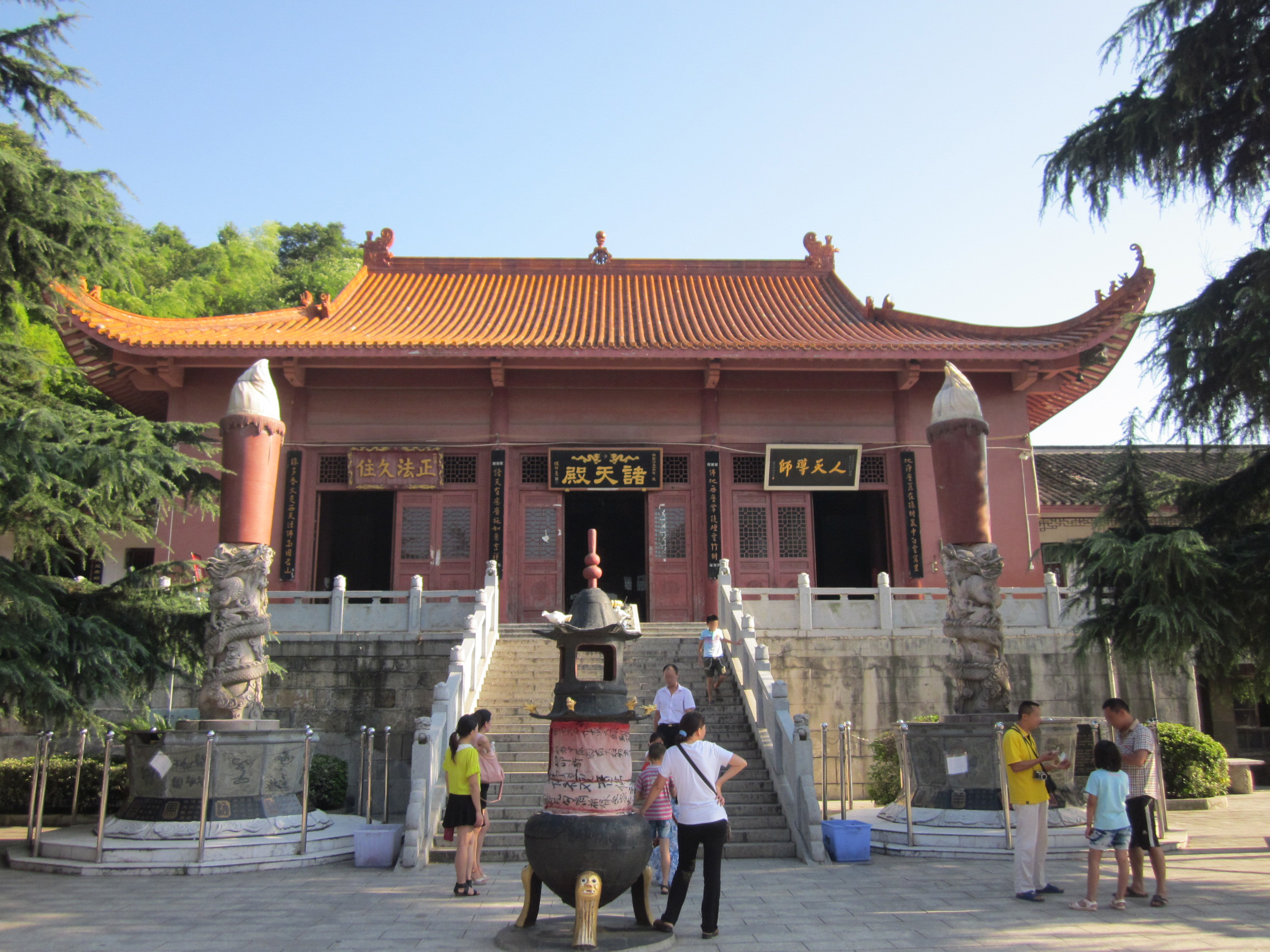
白雲寺の諸天殿

- 回竜山
- 白雲寺